# باول هاردينغ (كاتب)
باول هاردينغ (بالإنجليزية: Paul Harding)‏‏ (19 ديسمبر 1967 في الولايات المتحدة - ) موسيقي، وروائي، وكاتب من الولايات المتحدة.

## الجوائز
- زمالة غوغنهايم

## روابط خارجية
- باول هاردينغ على موقع مونزينجر (الألمانية)